# Chlenias seminigra
Chlenias seminigra är en fjärilsart som beskrevs av Eduard Rosenstock 1885. Chlenias seminigra ingår i släktet Chlenias och familjen mätare. Inga underarter finns listade i Catalogue of Life.